# Brett Scallions
Brett Scallions (Brownsville, 21 dicembre 1971) è un cantante e chitarrista statunitense della band Fuel.

## Carriera
Nato a Brownsville Tennessee ha militato nella band post-grunge Fuel dal 1993 al 2006  
Dopo aver lasciato i Fuel ha militato nei The X's e nei Circus Diablo suonando il basso. Nel 2007 viene selezionato come cantante per i Riders on the Storm, un progetto che vedeva partecipare gli ex membri dei The Doors
Robby Krieger e Ray Manzarek.

## Discografia
- 1998: Sunburn
- 2000: Something like Human
- 2003: Natural Selection
- 2005: The Best of Fuel
- 2007: Angels and Devils
- 2008: Playlist : The Very Best of Fuel
- 2014: Puppet Strings